# Водное поло на летней Универсиаде 2015
Соревнования по водному поло на XXVIII летней Универсиаде в Кванджу прошли со 2 по 14 июля 2015 года. Было разыграно 2 комплекта наград. В соревнованиях принимали участие 23 сборные команды (13 у мужчин и 10 у женщин)

## Результаты

### Таблица медалей
| Место | Страна    | Золото | Серебро | Бронза | Всего |
| ----- | --------- | ------ | ------- | ------ | ----- |
| 1     | Австралия | 1      | 0       | 0      | 1     |
| 1     | Венгрия   | 1      | 0       | 0      | 1     |
| 2     | Италия    | 0      | 1       | 0      | 1     |
| 2     | Канада    | 0      | 1       | 0      | 1     |
| 3     | Россия    | 0      | 0       | 1      | 1     |
| 3     | США       | 0      | 0       | 1      | 1     |
| Всего | Всего     | 2      | 2       | 2      | 6     |

## Участники

### Мужчины
Основная статья: Водное поло на летней Универсиаде 2015 (мужчины)
| Группа А    | Группа В |
| ----------- | -------- |
| Австралия   | Китай    |
| Бразилия    | Россия   |
| Венгрия     | Сербия   |
| Италия      | США      |
| Нидерланды  | Турция   |
| Франция     | Япония   |
| Южная Корея |          |

### Женщины
Основная статья: Водное поло на летней Универсиаде 2015 (женщины)
| Группа А | Группа В  |
| -------- | --------- |
| Канада   | Австралия |
| Китай    | Венгрия   |
| Россия   | Италия    |
| Сербия   | США       |
| Япония   | Франция   |